# ديفيد نوبل (عالم نبات)
ديفيد نوبل (بالإنجليزية: David Noble)‏ هو عالم نبات أسترالي، ولد في 1965.